# Prins van Luik
Prins van Luik is een dynastieke titel die in de regel aan een van de afstammelingen van de koning der Belgen gegeven wordt. Het is een symbolische voortzetting van de vorstelijke titel van het oude prinsbisdom Luik.

## Prins van Luik (verkeersaanduiding)
Op Brusselse wegwijzers en kaarten is Prins van Luik een kruispunt op de middenring.